# Hymenocallis baumlii
Hymenocallis baumlii là một loài thực vật có hoa trong họ Amaryllidaceae. Loài này được Ravenna mô tả khoa học đầu tiên năm 1979.